# Winchester, Tennessee
Winchester är administrativ huvudort i Franklin County i Tennessee. Orten har fått sitt namn efter militären James Winchester. Vid 2020 års folkräkning hade Winchester 9 375 invånare.

## Kända personer från Winchester
- Dinah Shore, artist